# 荷李活商業中心 (旺角)

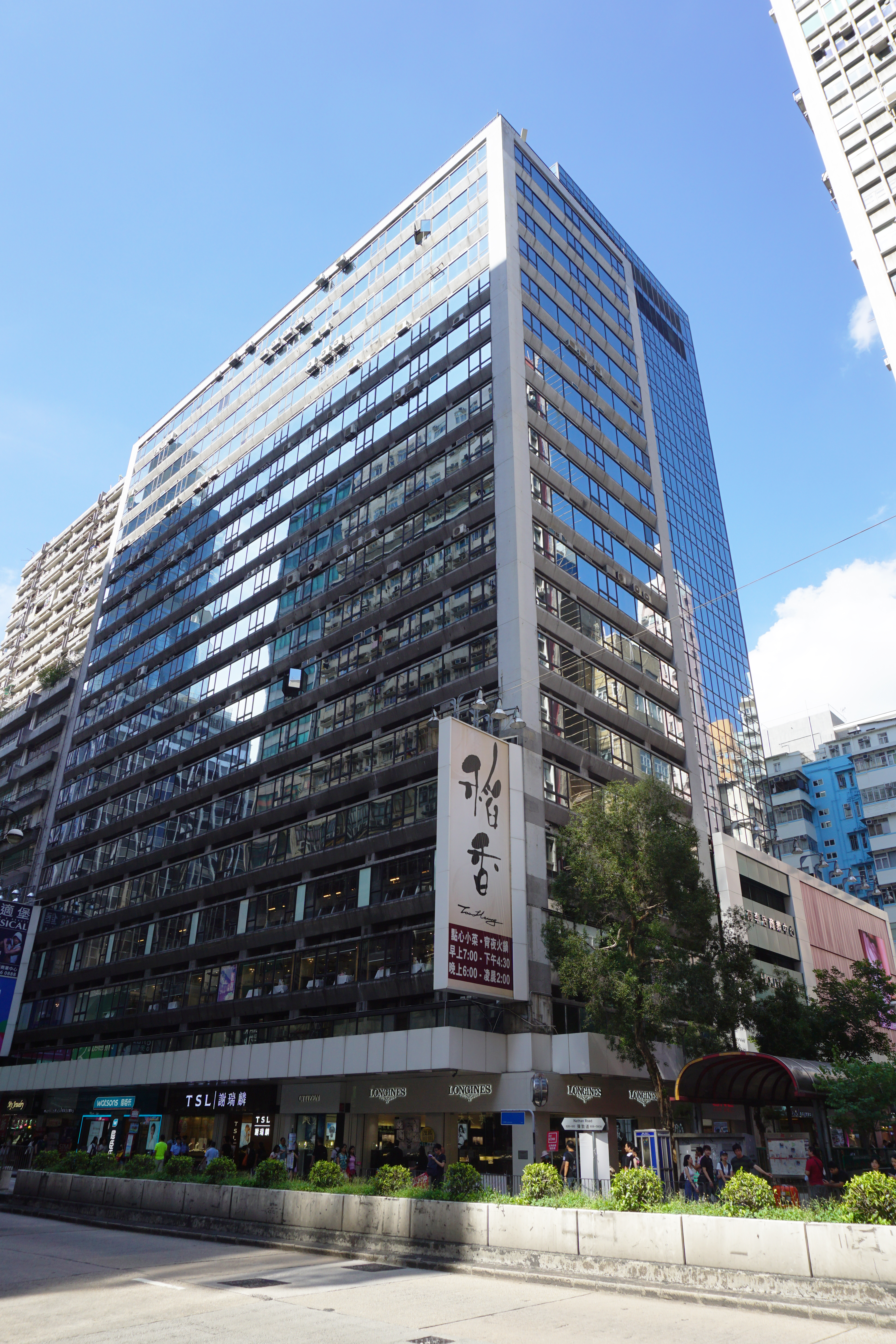
荷李活商業中心

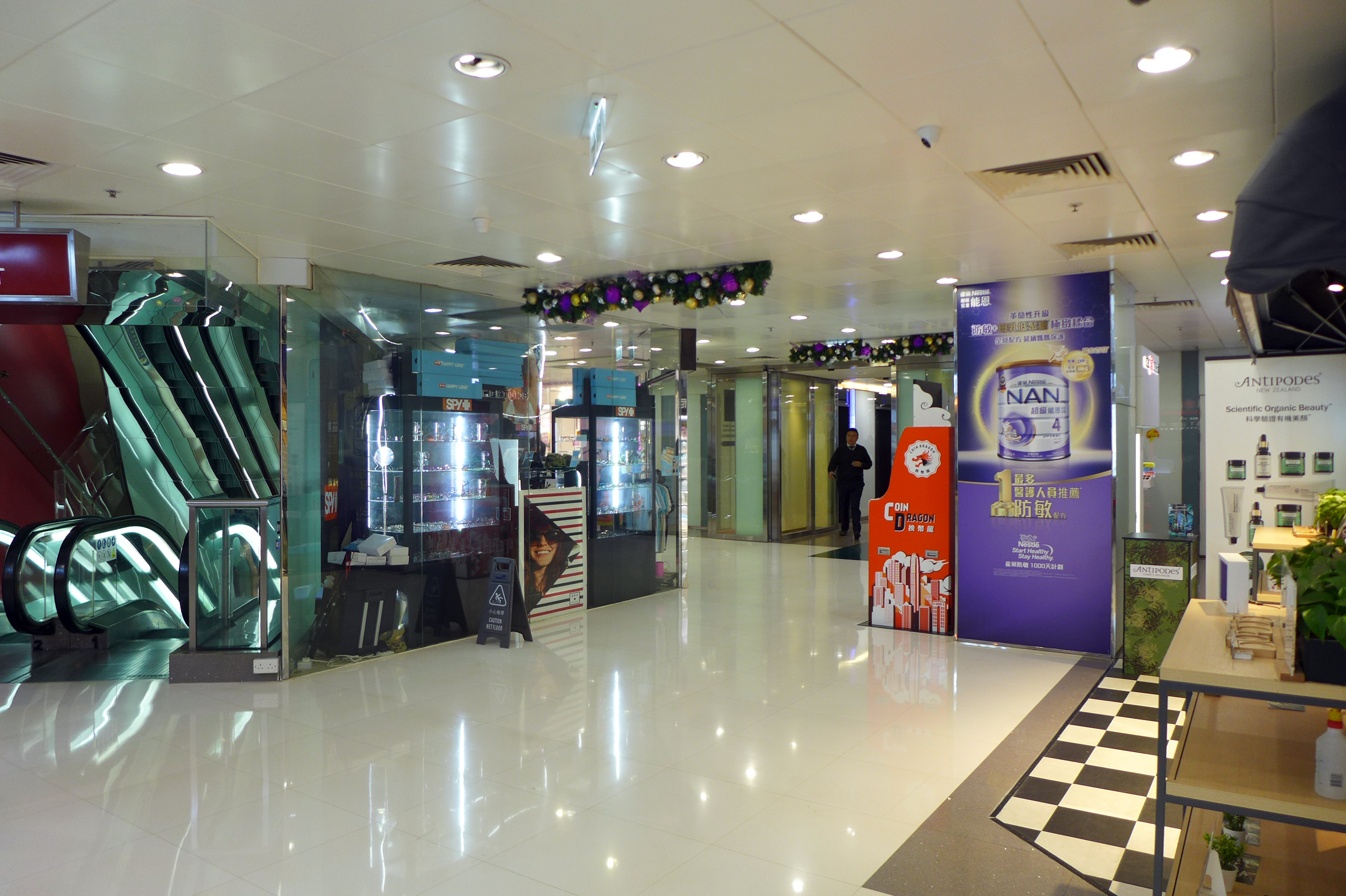
地面商場

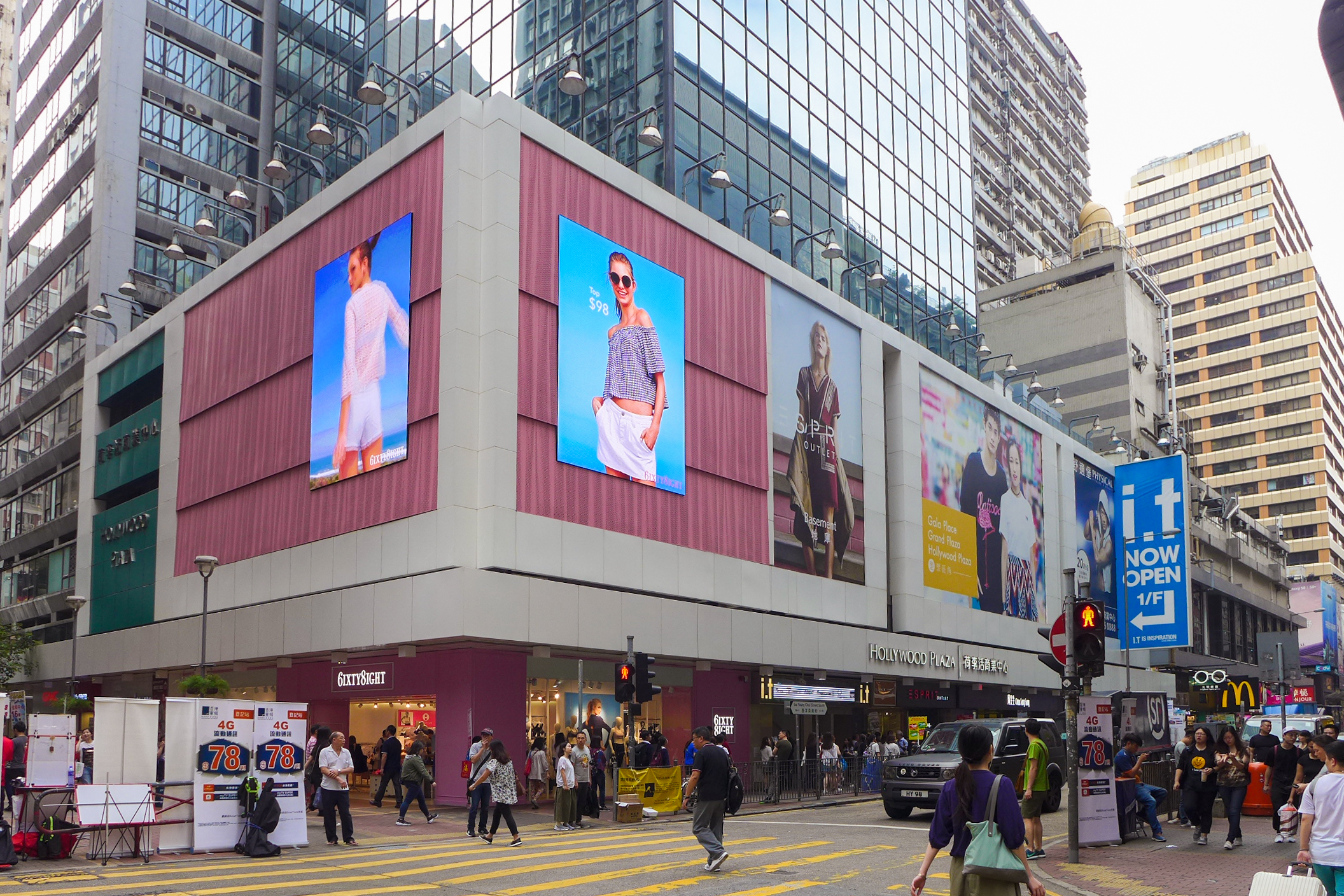
東面面向西洋菜南街的地舖

荷李活商業中心（英語：Hollywood Plaza），位於香港九龍旺角彌敦道610號的一座商場及寫字樓大廈，於1984年落成（41年前），為恒隆地產物業。大廈前身是荷李活戲院暨商業中心及幸運大酒樓（1980年代改成倫敦大酒樓），1964年6月17日開幕，1980年戲院結業並拆卸重建。
商場樓高3層，入口在西洋菜南街及彌敦道。租戶主要售賣服飾、腕錶、珠寶、眼鏡及美容用品、消費電子產品及手機等。荷李活商業中心商舖部分樓面面積9,100平方米；寫字樓部分樓面面積17,900平方米。

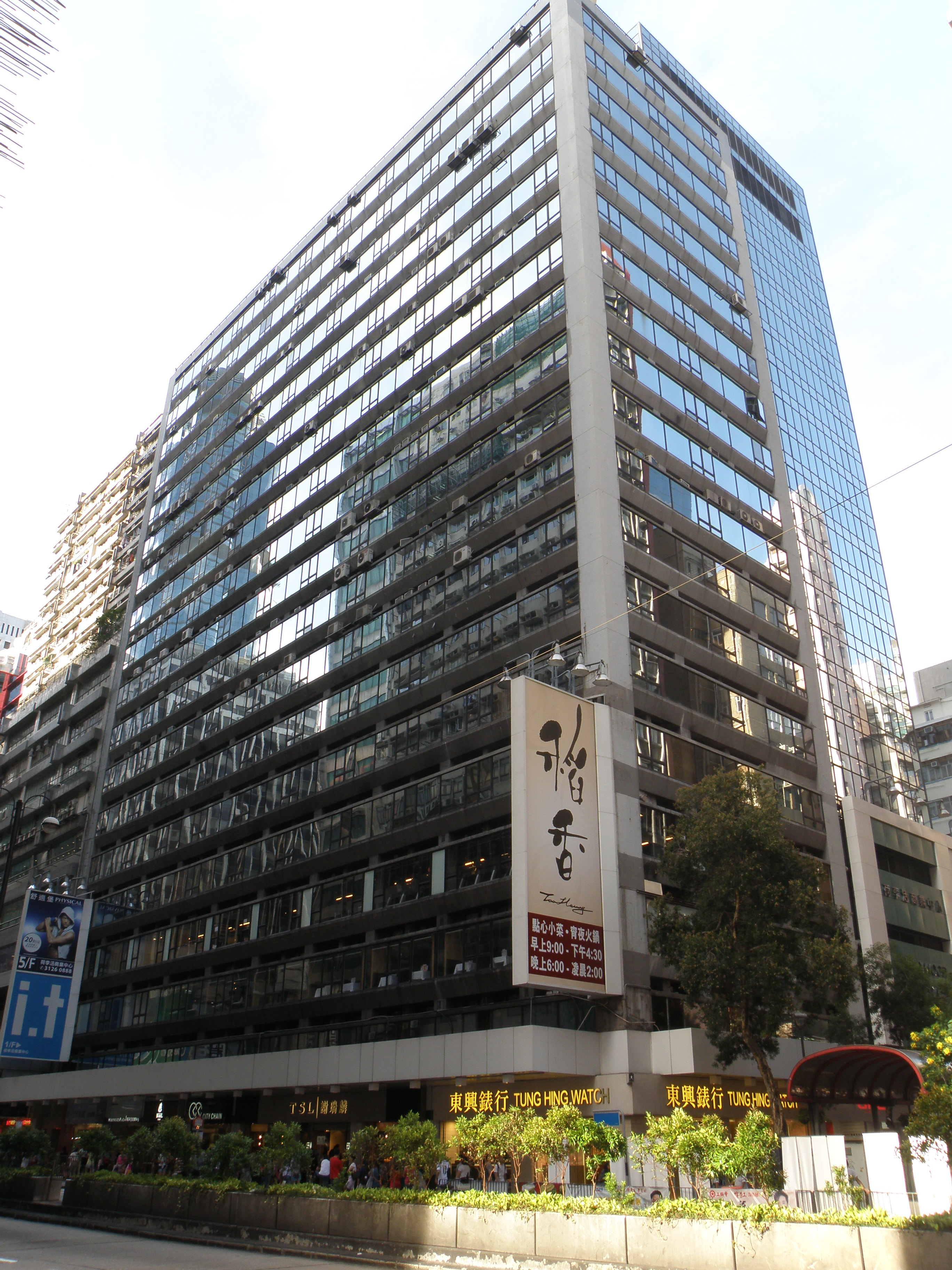
西面地舖（2014年）

## 鄰近
- 銀行中心廣場
- 兆萬中心
- 銀城廣場
- 旺角廣場
- 家樂坊
- 潮流特區
- 新興大廈
- 信和中心